# Arnaldo Di Maria
Pour les articles homonymes, voir Di Maria.
Arnaldo Di Maria, né le 3 décembre 1935 à Gênes, mort le 16 février 2011 dans la même ville, est un coureur cycliste italien, professionnel de 1960 à 1965.

## Palmarès
- 1956
  - 2e de la Coppa SAIS
  - 2e de la Coppa Ponzanelli
- 1959
  - Coppa Cagnazzo
- 1960
  - Grand Prix Valle Cellio
- 1961
  - 9e du Tour de Suisse
  - 10e de Gênes-Nice

## Résultats sur les grands tours

### Tour de France
1 participation
- 1962 : non-partant (8e étape)

### Tour d'Italie
2 participations
- 1961 : 55e
- 1964 : 85e